# Arthur Holmes

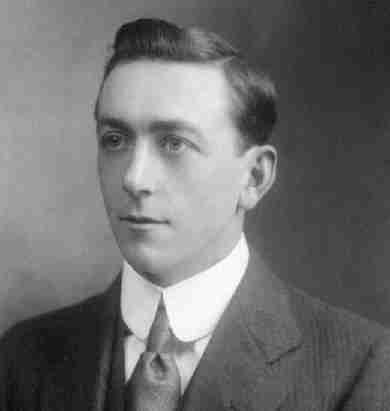
Arthur Holmes

Arthur Holmes (ngày 14 tháng 1 năm 1890 – 20 tháng 9 năm 1965) là một nhà địa chất học người Anh. Tuổi trẻ ông sống ở Low Fell, Gateshead và đi học trường Gateshead Higher Grade (sau này gọi là Gateshead Grammar School).
Holmes là người tiên phng trong lĩnh vực địa thời học, và đã dùng phương pháp định tuổi bằng đồng vị phóng xạ urani-chì đầu tiên (được thiết kế đặc biệt để định tuổi của đá) khi là sinh viên học tại Royal College of Science (ngày nay là Imperial College) ở Luân Đôn, xác định tuổi của đá thuộc kỷ Devon có tuổi 370 Ma (triệu năm) ở Na Uy. Kết quả này được công bố năm 1911, sau khi ông tốt nghiệp 1 năm. Vào năm 1911 ông đã ở Mozambique trong vòng 6 tháng để tìm khiếm khoáng sản. Khi ở nước ngoài, ông bị sốt nước đen và sốt rét, và người ta đã đánh một bức điện tín về nhà báo tin ông mất. Tuy nhiên, ông đã quay về nhà và dần hồi phục - mặc dù căn bệnh vẫn tái phát nhiều lần trong suốt đời ông.
Một xuất bản nổi tiếng của ông The Age of the Earth vào năm 1913 (ông ước tính tuổi của Trái Đất vào khoảng 1,6 tỷ năm). Ông hoàn tất bằng tiến sĩ (khoa học) năm 1917, và năm 1920, ông làm việc cho một công ty dầu khí ở Miến Điện phụ trách toàn bộ về kỹ thuật địa chất. Khi công ty giải tán, ông trở về Anh năm 1924 mà không có đồng xu dính túi.
Năm 1924 ông được bổ nhiệm làm the newly-created post of reader về địa chất học ở Đại học Durham. Mười tám năm sau những kết quả nghiên cứu của ông được công nhận khi ông trở thành thành viên của Royal Society năm 1942. Vài năm sau đó ông được bổ nhiệm làm chair of geology ở Đại học Edinburgh cho đến khi ông về hưu năm 1956.
Holmes đấu tranh bảo vệ cho học thuyết trôi dạt lục địa vào lúc mà nó thể hiện những điểm rất không hợp lý. Ông đề xuất rằng manti của Trái Đất tồn tại các ô đối lưu là tác nhân giải phóng nhiện phóng xạ và làm vỏ Trái Đất chuyển động. Quyển sách nổi tiếng thứ hai của ông Principles of Physical Geology (các nguyên tắc địa chất cơ bản) kết thúc với chương về trôi đạt lục địa đã được xuất bản năm 1944. Các đo đạc của ông về sau chứng minh tuổi Trái Đất (4.500 +/- 100 Ma) dựa chủ yếu trên các số liệu đo đạc về đồng vị urani của Alfred O. C. Nier.
Ông đã nhận được cả hai giải thưởng huy chương Wollaston và huy chương Penrose năm 1956, Giải Vetlesen năm 1964. Huy chương Arthur Holmes của Hội Khoa học Địa chất châu Âu (European Geosciences Union được đặt theo tên ông. Một hố va chạm trên Sao Hỏa cũng được đặt theo tên ông. Phòng thí nghiệp địa chất đồng vị thuộc Bộ môn Khoa học Trái Đất của Đại học Durham (Arthur Holmes Isotope Geology Laboratory) cũng được đặt theo tên ông, cũng như hội địa chất của sinh viên mang tên  Arthur Holmes Geological Society.